# Philistion von Lokroi

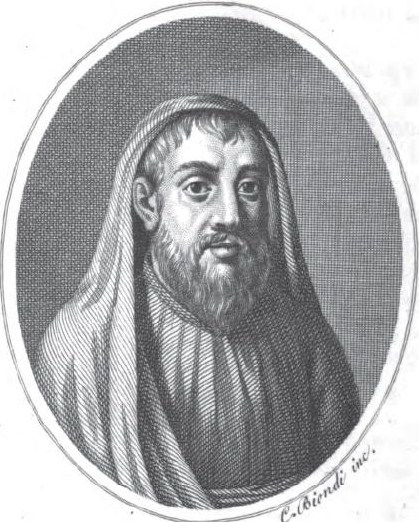
Philistion von Lokroi

Philistion von Lokroi (altgriechisch Φιλιστίων Philistíōn; * um 427 v. Chr.; † um 347 v. Chr.) war einer der berühmtesten Ärzte seiner Zeit und Vertreter der westgriechischen Medizin. Er stammte aus der italischen, griechisch besiedelten Stadt Lokroi in Kalabrien und war ein Zeitgenosse des Philosophen Platon, den er auch bei dessen mehrfachen Aufenthalten in Syrakus persönlich kennengelernt haben muss.
Philistions Vaterstadt Lokroi unterhielt damals rege Beziehungen mit Syrakus, da die Ehefrau des syrakusanischen Tyrannen Dionysios I., Doris, von dort stammte. Möglicherweise ist Philistion im Zusammenhang mit dieser Hochzeit nach Syrakus gekommen, wo er dann sowohl Dionysios I. als auch seinem Sohn und Nachfolger Dionysios II., der aus der Ehe mit Doris stammte, als Leibarzt diente. Als solcher muss er auch an den Vorgängen beim Tode Dionysios I. beteiligt gewesen sein, von denen Plutarch berichtet und die dazu führten, dass die Erben des Tyrannen von seiner zweiten, aus Syrakus stammenden Ehefrau Aristomache nicht bei der Nachfolgeregelung berücksichtigt wurden. Angeblich erhielt der schwerkranke Tyrann von seinen Ärzten aufgrund einer Weisung seines Sohnes Dionysios II. ein starkes Mittel, durch das er eingeschläfert wurde, bevor er seine testamentarischen Verfügungen ändern konnte.
Philistion, der mit Platon auch in einem wissenschaftlichen Kontakt gestanden haben muss, wird in dem Platon zu Unrecht zugeschriebenen „Zweiten Brief“ erwähnt.
In seinen wissenschaftlichen Vorstellungen war Philistion, ein Mitglied der Sizilischen Ärzteschule, von der Lehre des Empedokles von den vier Elementen beeinflusst. Er verstand den menschlichen Körper als eine Mischung dieser vier Elemente. Für ihn bestand die Gesundheit im richtigen (zahlenmäßigen) Verhältnis dieser Elemente zueinander. Platon stimmt dieser These zu, unterscheidet sich aber von Philistion darin, dass er die vier Elemente nicht als letzte Einheiten ansieht. Möglicherweise gründen Platons kosmologische und medizinische Vorstellungen auf Erkenntnissen, die ihm Philistion vermittelt hat.

## Textausgabe
- Max Wellmann (Hrsg.): Fragmentsammlung der griechischen Ärzte. Band 1: Die Fragmente der sikelischen Ärzte Akron, Philistion und des Diokles von Karystos. Weidmann, Berlin 1901, S. 67 ff. und 109–116.